# Banverket
Banverket (BV) var en svensk myndighet som fanns från 1988 till 2010. Det förvaltade svenska statens spåranläggningar och hade övergripande ansvarade för all spårburen trafik i Sverige. Banverkets huvudkontor låg i Borlänge, med regionkontor i Luleå, Gävle, Sundbyberg, Göteborg och Malmö.
2010 gick Banverket upp i det nybildade Trafikverket, med ansvar både för spårbunden och vägburen trafik i Sverige.

## Historik
Banverkets huvuduppgift var att förvalta svenska statens spåranläggningar. Dessutom hade Banverket ett så kallat sektorsansvar för all spårburen trafik i Sverige, det vill säga även sådan infrastruktur som inte är statlig. Exempel på sådan trafik var Lidingöbanan, Roslagsbanan, Saltsjöbanan, Stockholms tunnelbana, samt spårvägstrafik i Göteborg, Norrköping och Stockholm. 
Banverket bildades 1988 när SJ delades och tågtrafiken delvis avreglerades. Banverket ansvarade för drift av större delen av järnvägsnätet i Sverige och delade mot en avgift ut plats på spåren för de företag som ville frakta gods eller passagerare. Även nybyggnation av järnvägssträckningar upphandlades och planerades av Banverket. 
Till Banverket hörde Järnvägsskolan i Ängelholm, Sveriges Järnvägsmuseum i Gävle och Ängelholm, Banverket ICT, Banverket Produktion samt Banverket Materialservice. 
Den 1 januari 2009 knoppades Banverket Projektering och Vägverket Konsult av till aktiebolaget Vectura Consulting AB. Banverket Produktion, som utförde underhåll och nybygge av järnvägar på kommersiella villkor i konkurrens med privata bolag, ombildades till Infranord AB den 1 januari 2010. Den 1 april 2010 skapades den nya myndigheten Trafikverket, som tog över Banverkets och Vägverkets verksamheter, samt delar av Sjöfartsverkets ansvarsområden. Därmed lades Banverket ned.

## Generaldirektörer
- 1988–1996: Jan Brandborn
- 1996–1997: Monica Andersson
- 1997–2005: Bo Bylund
- 2006–2008: Per-Olof Granbom
- 2008–2010: Minoo Akhtarzand